# Lherm (Alto Garona)
Lherm (em occitano:  L'Èrm) é uma comuna francesa na região administrativa da Occitânia, no departamento do Alto Garona. Estende-se por uma área de 27.26 km², com 3.726 habitantes, segundo o censo de 2018, com uma densidade de 140 hab/km².